# Eddie Dix
Eduard Richard Dix (Schiedam, 31 december 1970) is een voormalig Nederlands honkballer.
Dix kwam uit voor Neptunus uit Rotterdam in de hoofdklasse en speelde als binnenvelder in het Nederlands honkbalteam tussen 1993 en 1999. Met het team haalde hij in 1993, 1995 en 1999 het Europees kampioenschap. Ook speelde hij mee tijdens de olympische spelen in Atlanta van 1996 en de wereldkampioenschappen in   Managua, Nicaragua (1994) en in Palermo in 1998. Hij was van 1992 tot en met 1997 tevens international voor Aruba. Van 1993 tot 1999 als (hoofd)coach actief bij de Arubaanse jeugd selectie tot 19 jaar. Dix was na zijn topsportcarrière ook honkbalcoach van Jong Oranje. Dix speelt sinds 2010 bij het eerste seniorenteam van HSC Jeka te Breda als binnenvelder en buitenvelder uitkomend in de eerste klasse. Hij is daar herenigd met zijn broer Ron Dix die tot 2004 in de hoofdklasse voor de Twins uitkwam.
Johnny Balentina · 
Giel ten Bosch · 
Eric de Bruin · 
Peter Callenbach · 
Rob Cordemans · 
Jeffrey Cranston · 
Eddie Dix · 
Marlon Fluonia · 
Evert-Jan 't Hoen · 
Eelco Jansen · 
Marcel Joost · 
Adonis Kemp · 
Geoffrey Kohl · 
Marcel Kruijt · 
André van Maris · 
Edsel Martis · 
Paul Nanne · 
Tom Nanne · 
Byron Ward · 
Danny Wout